# Gabbiella stanleyi
Gabbiella stanleyi es una especie de molusco gasterópodo de la familia Bithyniidae en el orden de los Mesogastropoda.

## Distribución geográfica
Es  endémica de Malaui.

## Hábitat
Su hábitat natural son: lagos de agua dulce.